# Bezdružice
Bezdružice (německy Weseritz) jsou město v okrese Tachov v Plzeňském kraji. Jsou nejmenším sídlem pověřeného obecního úřadu, které má status města (viz seznam) a členem Mikroregionu Konstantinolázeňsko. Leží v Tepelské vrchovině 33 kilometrů severovýchodně od Tachova a 41 kilometrů severozápadně od Plzně, mimo důležité silniční tahy. Žije zde 931 obyvatel.

## Historie
První písemná zmínka o Bezdružicích pochází z roku 1227, kdy vesnice patřila Hrabišicům. Později se připomíná v letech 1360–1379 Bušek z Bezdružic, který byl pravděpodobně předkem rodu Harantů z Polžic a Bezdružic. Od roku 1390 byly Bezdružice majetkem Kolovratů, jejichž rodová větev nesla jméno Bezdružičtí z Kolovrat. Jan II. Bezdružický z Kolovrat († 1467) patřil k vlivným osobnostem v západních Čechách a na jeho žádost byly Bezdružice Jiřím z Poděbrad 31. října 1459 povýšeny na městečko. Po Janovi II. drželi Bezdružice postupně jeho tři synové, z nich Jiří († 1526) udělil bezdružickým česky psané městské privilegium.

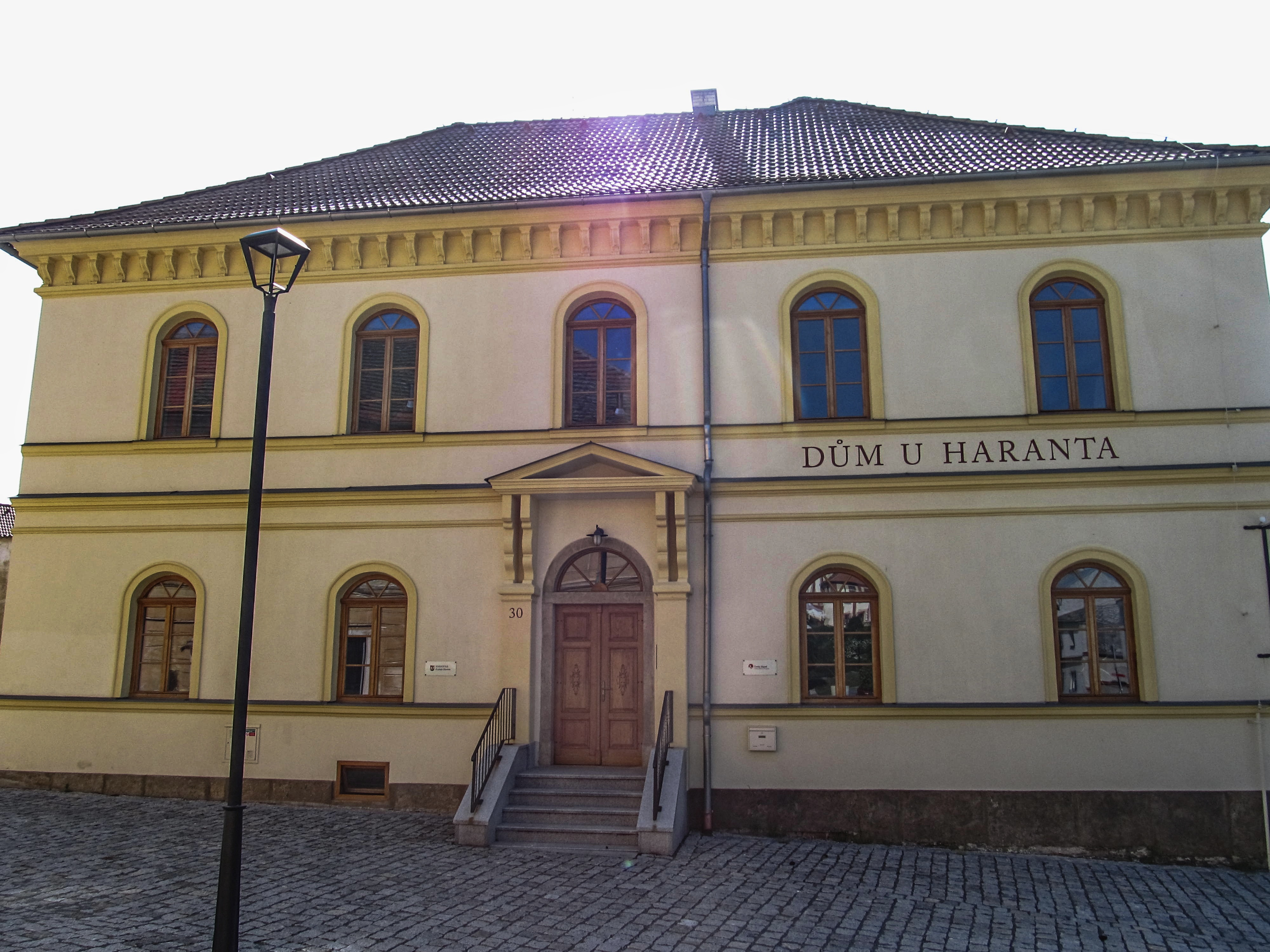
Harantův dům na Náměstí Kryštofa Haranta

Od Jetřicha Bezdružického z Kolovrat koupil Bezdružice v roce 1542 Hanuš Elpognar z Dolního Šenfeldu, který pocházel z bohaté měšťanské rodiny z Lokte a v roce 1548 byl přijat do panského stavu. Byl úspěšným hospodářem a přikoupením nedalekého hradu Gutštejna (1549) vytvořil z Bezdružic centrum rozsáhlého panství s 21 vesnicemi. Bezdružicím potvrdil Hanuš Elpognar městská privilegia (1559), jeho synové však majetek v krátké době zadlužili a již v roce 1569 bylo panství prodáno Švamberkům, kteří měli hlavní sídlo na nedalekém hradu Švamberk. Bohatí Švamberkové měli k dispozici řadu jiných sídel, takže bezdružický zámek za jejich éry neprošel žádnou výraznou stavební úpravou.
Po smrti posledního ze Švamberků, Jana Bedřicha († 1659), zdědila Bezdružice jeho manželka Marie Magdalena († 1661), která se vzápětí podruhé provdala a dědicem panství se stal její druhý manžel hrabě Jan Kryštof z Heissensteinu († 1693). Jeho vláda je spojena s účastí poddaných na selském povstání v roce 1680, kdy bylo povražděno padesát sedláků na Ovčím vrchu, což připomíná kaple a památník selských bouří z roku 1936. Po Heissensteinově smrti přešel majetek na jeho dcery, poté se ve vlastnictví rychle vystřídalo několik rodů (Stadionové, Berlepschové), až v roce 1712 koupil v dražbě zadlužené panství za 120 tisíc zlatých kníže Maxmilián Karel Löwenstein-Wertheim.
Löwensteinové krátce po získání Bezdružic přikoupili i sousední statky Švamberk a Gutštejn, oddělené od bezdružického panství za předchozích majitelů, v roce 1720 koupili i nedaleké panství Bor. Löwensteinové pobývali především na svých sídlech v Německu nebo ve Vídni a Bezdružice pro ně byly podružné. Přesto se jejich rozvoji věnovali a založili zde textilní manufakturu nebo sklárnu. V roce 1730 Bezdružice z velké části vyhořely a měšťané pak na náměstí nechali postavit sloup svatého Floriána, který měl město ochránit před dalšími požáry.

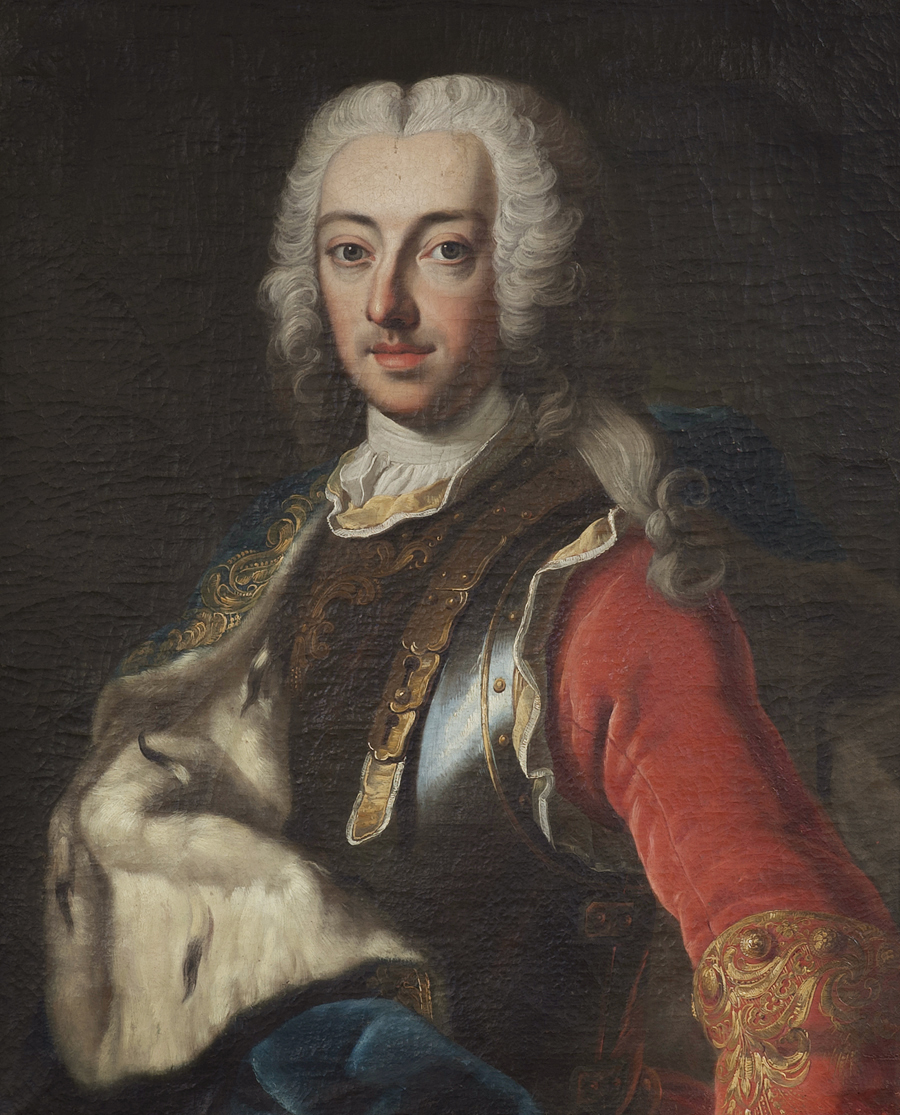
Kníže Karel Tomáš Löwenstein (1714–1789), majitel Bezdružic v letech 1732–1789 a iniciátor přestavby zámku

V polovině 18. století byly Bezdružice centrem rozsáhlého panství, k němuž patřilo 49 vesnic, 16 hospodářských dvorů, 24 mlýnů a panský pivovar pod hradem Švamberk. Kníže Karel Tomáš Löwenstein (1714–1789) nechal v letech 1772–1776 přestavět bezdružický zámek do dnešní podoby, inicioval také výstavbu zámku v Cebivi, těmito aktivitami ale panství zadlužil a musel je předat do vnucené správy. Jeho nástupce Dominik Konstantin (1762–1814) přivedl Bezdružice opět k prosperitě a založil nedaleké Konstantinovy Lázně, které nesou jeho jméno. Od 18. století se v Bezdružicích začala usazovat židovská komunita, která zde měla od roku 1812 i vlastní synagogu.
V roce 1850 se Bezdružice staly sídlem soudního okresu, v témže roce zde byla zřízena pošta a četnická stanice. Kostel Nanebevzetí Panny Marie, přestavěný po požáru v roce 1838, se stal farním (1857), poté došlo i na výstavbu školy (1860). Löwensteinové v té době realizovali rozsáhlou novogotickou přestavbu zámku v Boru, který se stal jejich sídlem i centrem správy všech knížecích statků v Čechách. O bezdružický zámek proto ztratili zájem a ten byl v roce 1868 uvolněn pro státní úřady, samotný objekt ale zůstal nadále jejich majetkem. Bezdružice v té době měly přibližně tisíc obyvatel.
Počátkem 20. století podpořily rozvoj Bezdružic železniční spojení (1901) a výstavba vodovodu (1907–1909). V době první republiky byla postavena nová měšťanská škola (1925) a město jako sídlo soudního okresu a četných spolků bylo centrem rozsáhlého regionu. Za druhé světové války byly převážně německojazyčné Bezdružice součástí Velkoněmecké říše, americká armáda vstoupila do města 4. května 1945. Následovalo vysídlení německého obyvatelstva, ale i přes příchod nových osídlenců z různých částí Československa klesl počet obyvatel na polovinu. Bezdružický velkostatek se zámkem, jehož majitelem byl kníže Alois Löwenstein–Wertheim (1871–1952), byl jako německý majetek zestátněn v roce 1945. Do okolních vesnic Bezdružicka byli po druhé světové válce repatriováni potomci českých exulantů z doby pobělohorské z polského Čermína a Malého i Velkého Tábora.
Krátce po druhé světové válce došlo k demolici domů na náměstí západně od radnice, později byly v různých částech města zbořeny i další domy, ale přísun dalších obyvatel vyvolal potřebu výstavby nových bytů. V roce 1970 byly dokončeny tři panelové domy u školy, další domy zde vznikly během sedmdesátých a osmdesátých let 20. století, svépomocí občanů byl již předtím postaven kulturní dům (1958–1960).
K 10. říjnu 2006 byl obci vrácen status města.

## Obyvatelstvo
Při sčítání lidu v roce 1921 zde žilo 1 025 obyvatel (z toho 483 mužů), z nichž bylo čtrnáct Čechoslováků, 992 Němců a devatenáct cizinců. Většina se jich hlásili k římskokatolické církvi, ale pět lidí bylo evangelíky, tři patřili k církvi československé, 24 k církvi izraelské a jeden člověk k jiným nezjišťovaným církvím. Podle sčítání lidu z roku 1930 mělo město 1 066 obyvatel: 79 Čechoslováků, 971 Němců a šestnáct cizinců. Kromě římskokatolické většiny zde žilo také třináct evangelíků, tři členové církve československé, 21 židů, dva členové jiných církví a třináct lidí bez vyznání.
|           | 1869  | 1880  | 1890  | 1900  | 1910  | 1921  | 1930  | 1950 | 1961 | 1970 | 1980 | 1991 | 2001 | 2011 | 2021 |
| --------- | ----- | ----- | ----- | ----- | ----- | ----- | ----- | ---- | ---- | ---- | ---- | ---- | ---- | ---- | ---- |
| Obyvatelé | 1 154 | 1 126 | 1 074 | 1 025 | 1 011 | 1 025 | 1 066 | 572  | 700  | 761  | 805  | 821  | 847  | 798  | 770  |
| Domy      | 149   | 152   | 160   | 163   | 155   | 164   | 188   | 187  | 143  | 134  | 144  | 158  | 182  | 184  | 194  |

## Městská správa

### Části města
Město Bezdružice má devět částí ležících na šesti katastrálních územích:
- k. ú. Bezdružice – část Bezdružice
- k. ú. Polžice u Bezdružic – části Dolní Polžice a Horní Polžice
- k. ú. Zhořec u Bezdružic – části Zhořec, Kamýk a Pačín
- k. ú. Kohoutov u Bezdružic – část Kohoutov
- k. ú. Křivce – část Křivce
- k. ú. Řešín – část Řešín

V letech 1960–1990 k městu patřily i Nová Ves a Potín.

### Městské symboly
Znak města je historický, vlajka byla městu udělena rozhodnutím předsedy Poslanecké sněmovny Parlamentu České republiky dne 17. února 2006.

## Doprava
Bezdružice leží mimo hlavní silniční tahy. Prochází jimi jenom větší počet silnic III. třídy. Ve městě končí ve stanici Bezdružice železniční trať Pňovany–Bezdružice. Hlavními linkami autobusové dopravy jsou Úterý–Bezdružice–Stříbro, Bezdružice–Planá a Bezdružice–Plzeň. Autobusová doprava také sváží občany z místních částí do obce.

## Služby

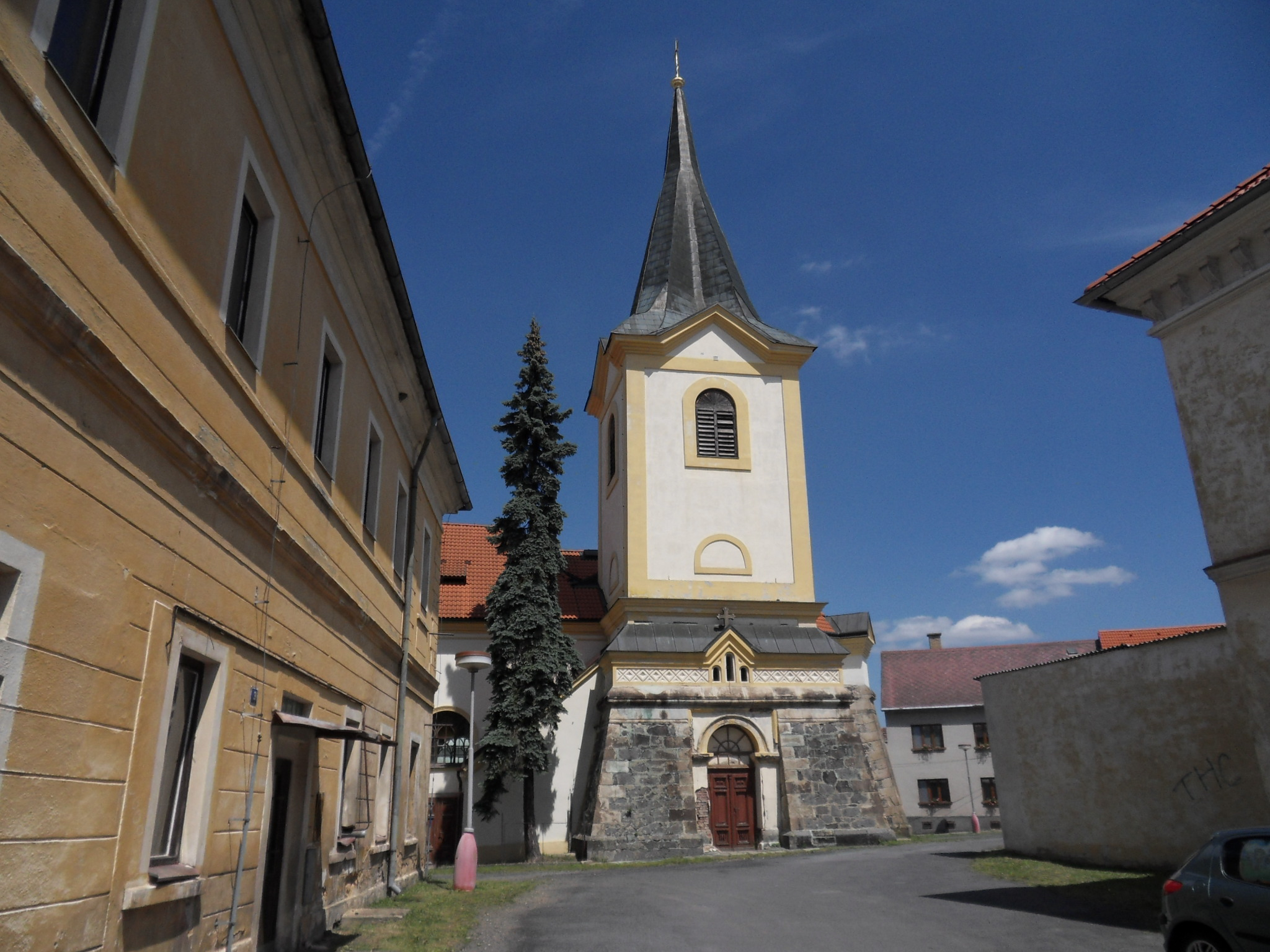
Kostel Nanebevzetí Panny Marie

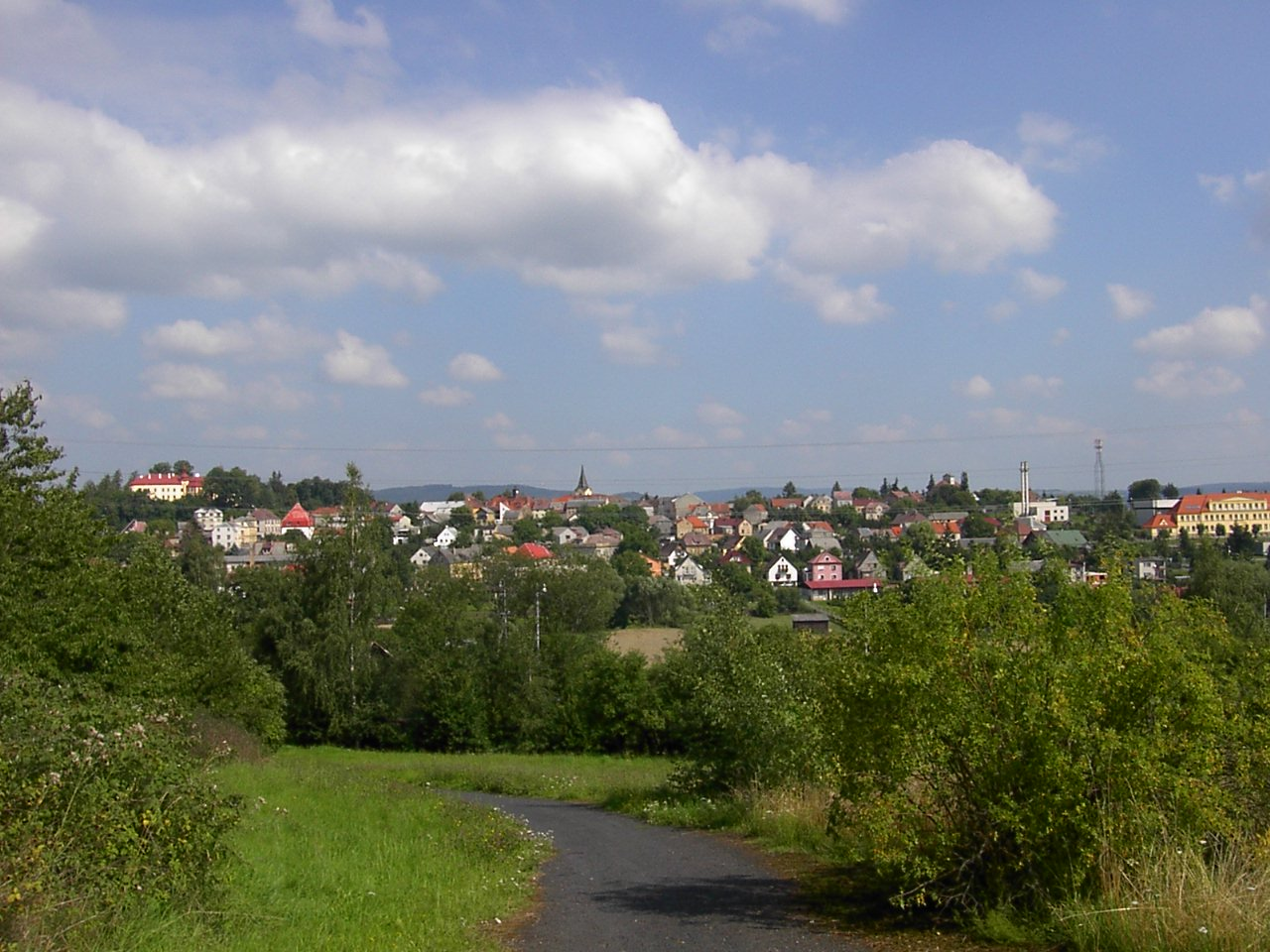
Pohled na Bezdružice od jihu

Bezdružice jsou přirozeným menším centrem pro okolní menší sídla. Ve městě funguje mateřská škola, základní škola, základní umělecká škola, pošta a zdravotní středisko. Město je plynofikováno a je v něm zavedena kanalizace.

## Pamětihodnosti
Bezdružický zámek stojí na návrší nad náměstím. Původní gotický hrad vznikl před rokem 1330. Za Kolovratů byl renesančně přestavěn. Zchátralé zdivo starého hradu bylo v osmnáctém století částečně zbouráno a zámek upraven v barokním slohu (1772–1776). Až do roku 1945 patřil Löwensteinům, kteří ho v polovině devatenáctého století přenechali městu ke zřízení kanceláří soudu a berního úřadu. Od roku 1953 zámek fungoval jako rekreační středisko.
Kostel Nanebevzetí Panny Marie je poprvé zmiňován roku 1515, v roce 1710 byl původně gotický kostel zbourán a na jeho místě vystavěn kostel barokní. Od roku 1995 prošel kostel rekonstrukcí.

## Rodáci
- Anton Friedrich Hässler, lékař
- Karel Huppner (1884–1956), velitel čekoslovenského letectva
- Louis Weinert-Wilton (1875–1945), spisovatel
- Erik Worscheh, hoteliér
- Johannes Nepomuk Alois Zeschick (1932–2013), římskokatolický duchovní, opat broumovského kláštera svatého Václava v Rohru

## Galerie

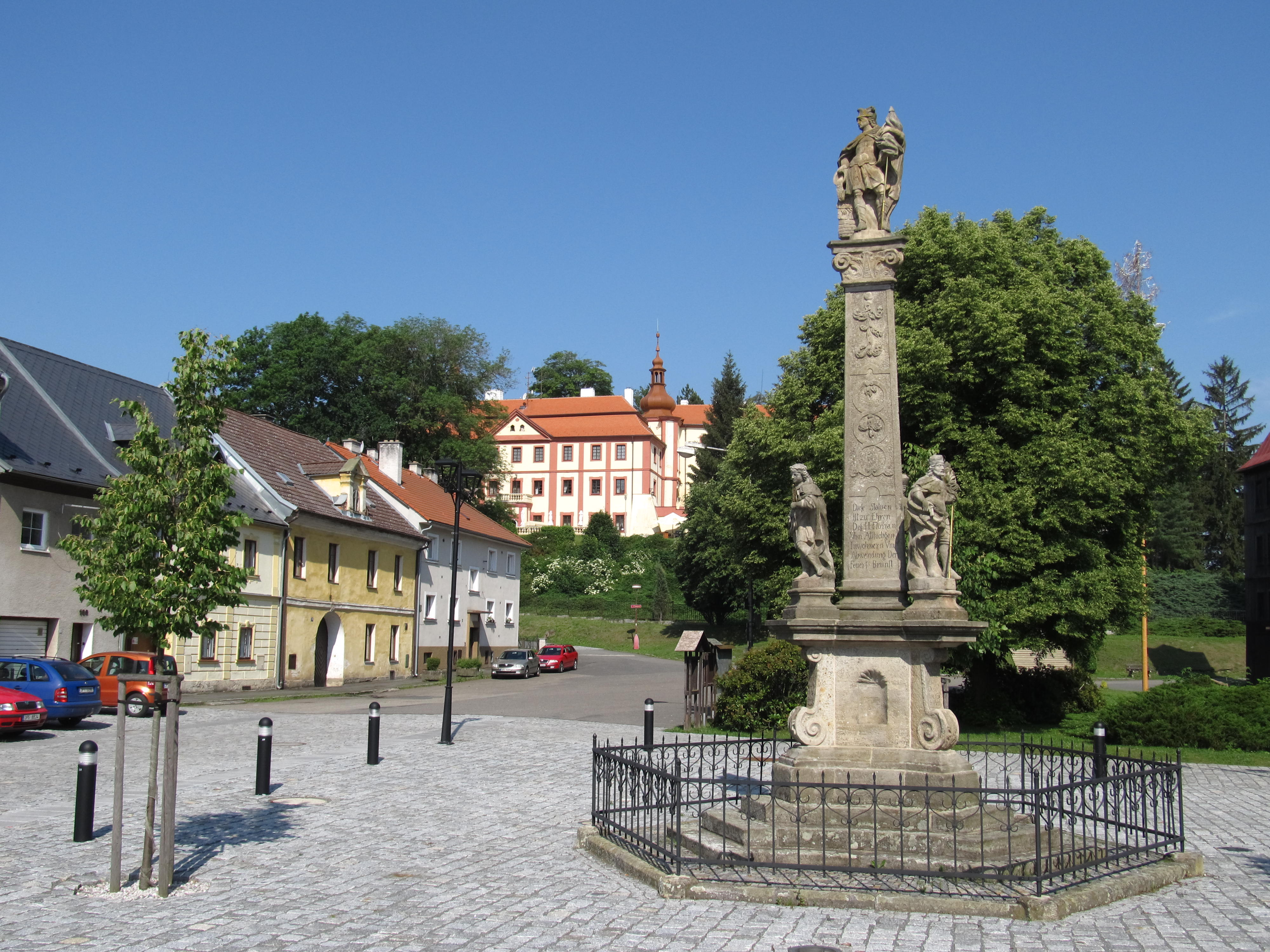
Náměstí Kryštofa Haranta se sloupem svatého Floriána
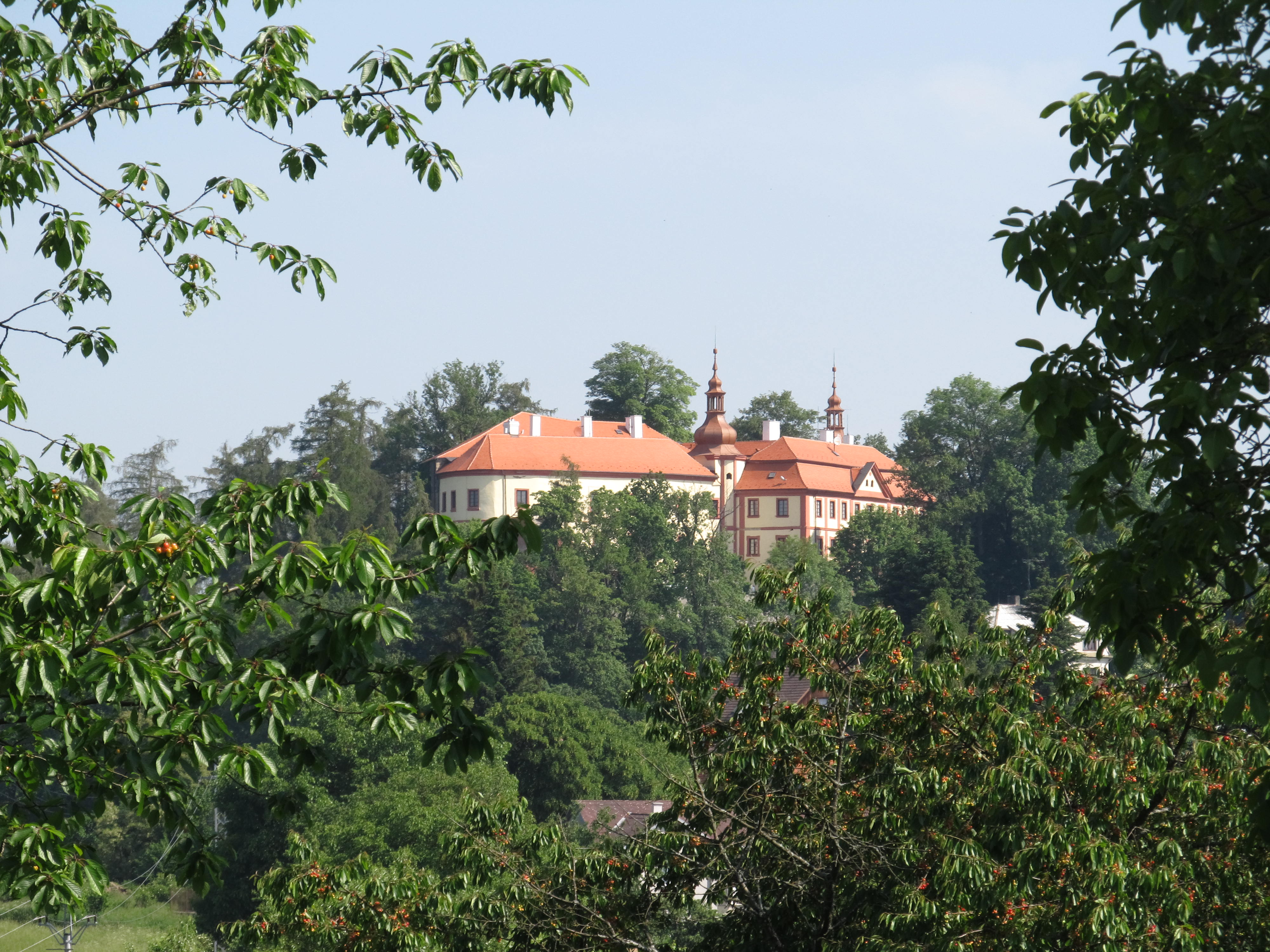
Pohled na zámek ze silnice do Polžic
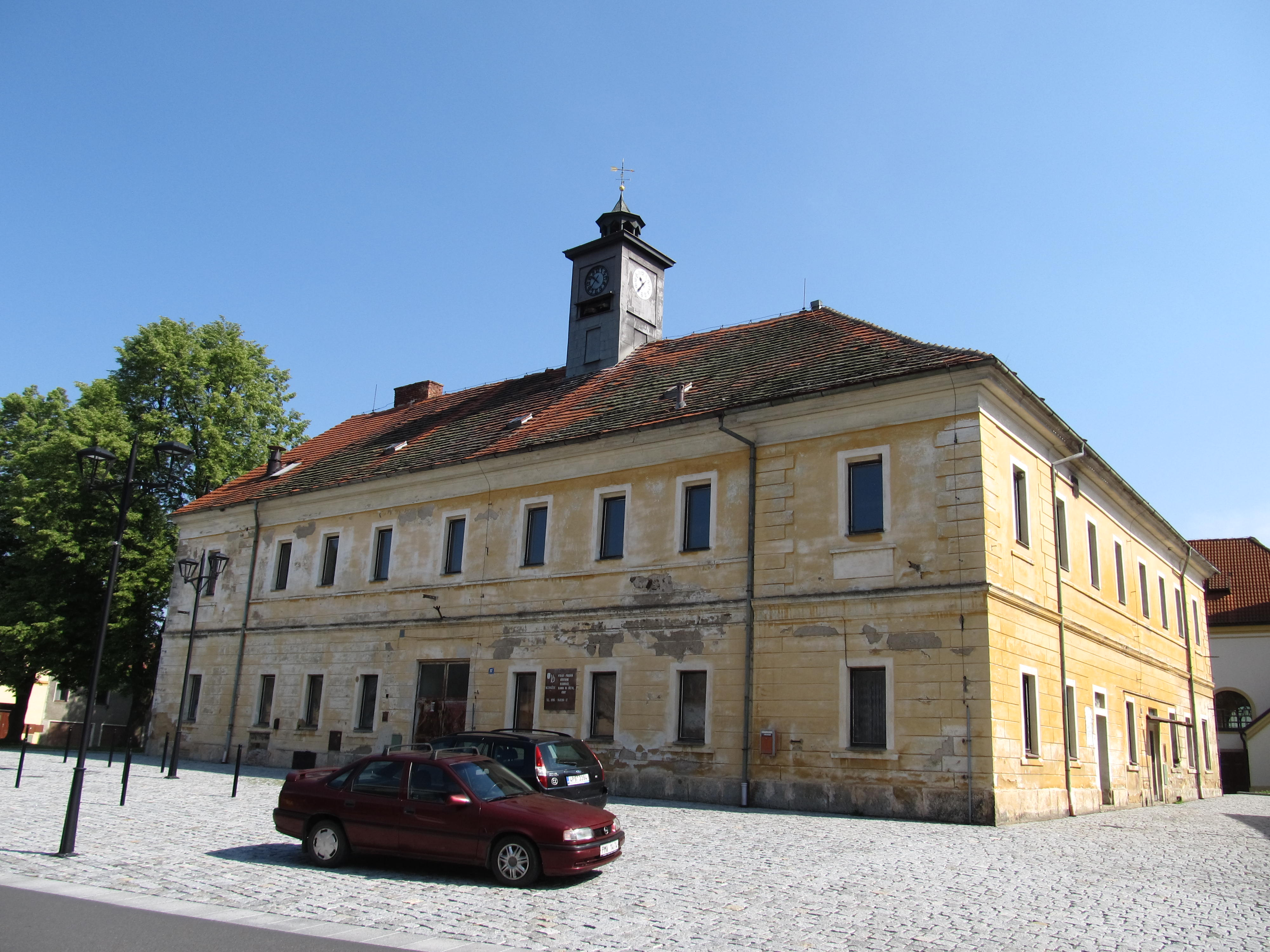
Bývalá radnice na náměstí
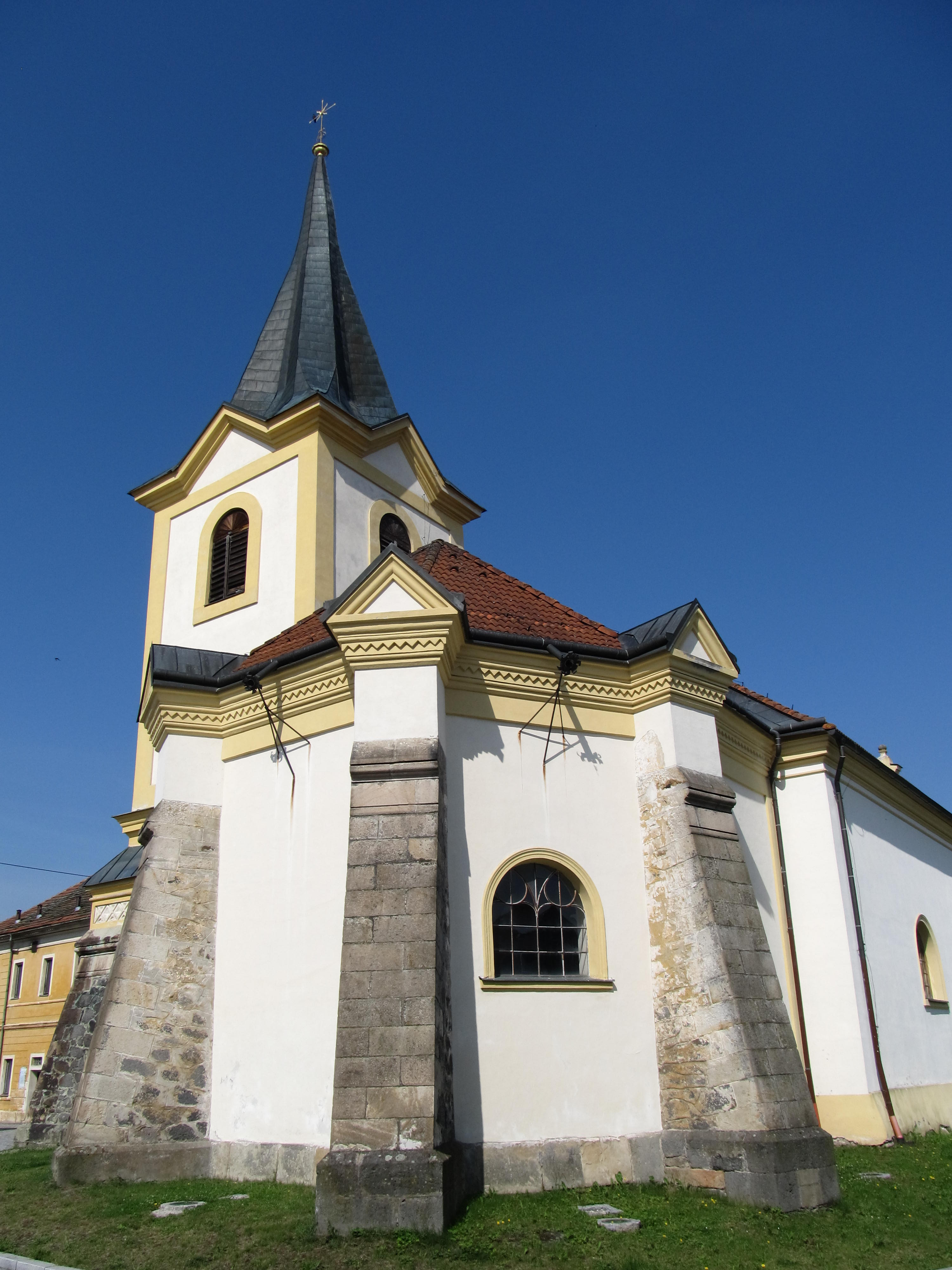
Kostel Nanebevzetí Panny Marie
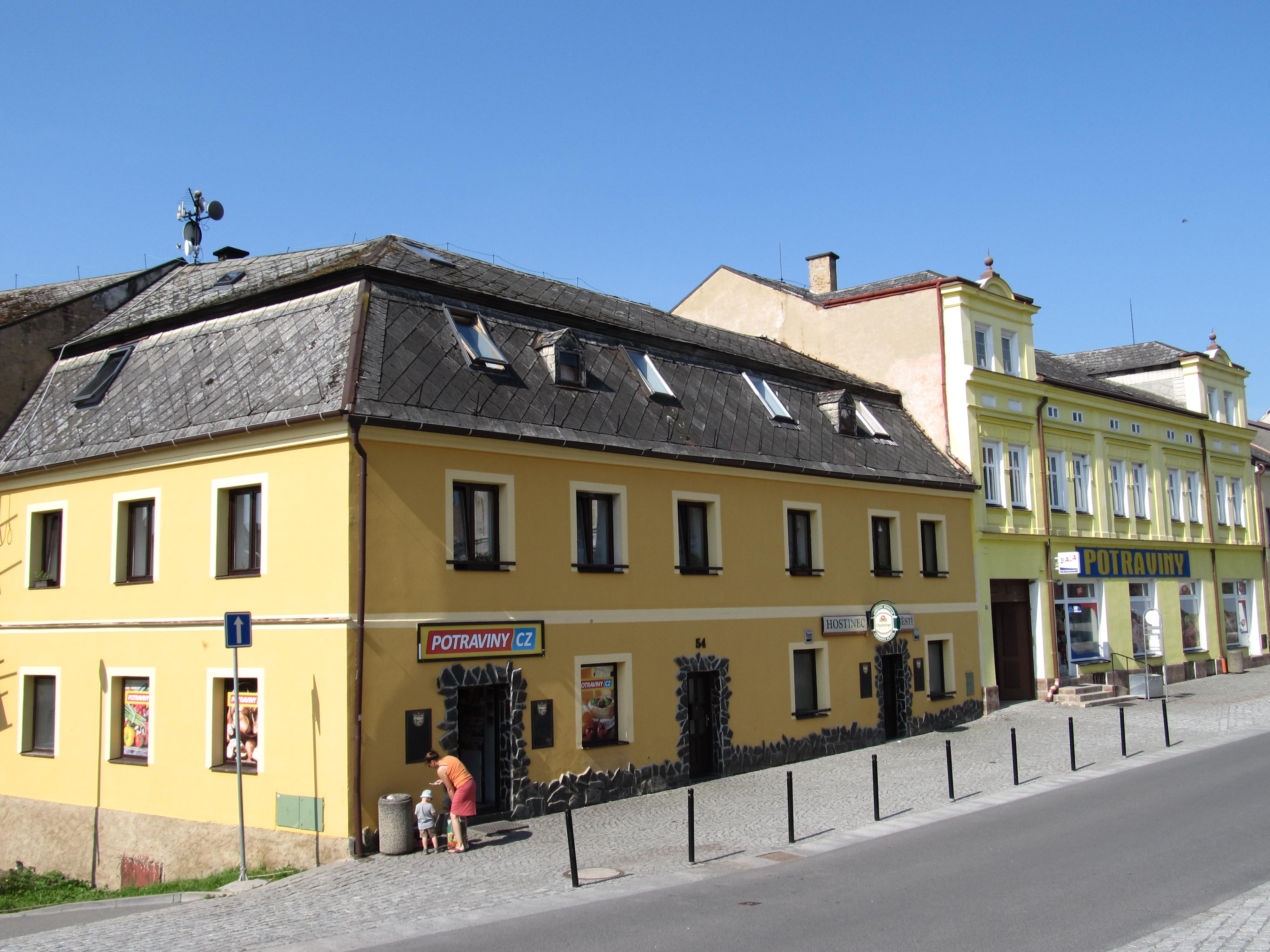
Náměstí Kryštofa Haranta